# Platygaster taylori
Platygaster taylori är en stekelart som beskrevs av Macgown 1974. Platygaster taylori ingår i släktet Platygaster och familjen gallmyggesteklar. Inga underarter finns listade i Catalogue of Life.